# Рамунас Шишкаускас
Рамунас Шишкаускас (лит. Ramūnas Šiškauskas, rɐˈmûːnɐs ʃɪʂˈkɐ̂ˑʊskɐs, 10 вересня 1978, Кайшядорис, Литовська РСР) — колишній литовський професійний баскетболіст, який міг грати на позиціях атакувального захисника і легкого форварда. Мав зріст 6'6" (1.98 м). Серед його особистих досягнень: MVP Євроліги, чотири потрапляння до збірної всіх зірок Євроліги, а також потрапляння до збірної всіх зірок Євробаскета. 16 травня 2014 року його обрано до списку баскетбольних легенд Євроліги.
Шишкаускас виграв два титули Євроліги з командами Панатінаїкос і ЦСКА у 2007 і 2008 роках відповідно, а також двічі діставався фіналу в складі ЦСКА в 2009 і 2012 роках. Був у складі Збірної Литви з баскетболу, яка виграла золоті нагороди чемпіонату Європи 2003. У складі національної збірної також виборов бронзові нагороди на Олімпіаді 2000 та бронзові нагороди на чемпіонаті Європи 2007.

## Професійна кар'єра
Шишкаускас зробив свій професійний дебют 1996 року в складі клубу Сакалай. Він зіграв за цей клуб два сезони і в середньому набирав 11,3 очка за гру при 60 відсотках влучень.
1998 року Шишкаускас підписав контракт із вільнюською командою Летувос Рітас. Залишався в її складі до сезону 2003—04 і за цей час привів команду до титулів чемпіонів Литви у 2000 і 2002 роках, а також перемоги в Північноєвропейській баскетбольній лізі 2002 року. Сезон 2002—03 став для нього найуспішнішим, з показниками в середньому 16,4 очок за гру (68 відсотків потраплянь) і 3,4 підбирання.
2004 року приєднався до італійського клубу Бенеттон і привів їх до перемоги в чемпіонаті Італії 2006 року, де його назвали MVP фіналу чемпіонату Італії з баскетболу, а також до здобуття кубку Італії 2005 року. Зіграв упродовж двох сезонів за Бенеттон у 32 матчах Євроліга, де набирав у середньому 12,3 очка за гру при 60 відсотках влучень.
2006 року підписав контракт із Панатінаїкосом і допоміг цьому клубові виграти Євролігу 2007. Набирав у середньому за гру 11 очок при 51 відсотку влучень. У складі Панатінаїкоса також виграв чемпіонат і кубок Греції 2007 року.
2007 року Шишкаускас приєднався до московського ЦСКА. Допоміг їм здобути титул у Євролізі 2008 року, а також дістатися фіналу 2009-го. Однак у ньому ЦСКА поступився колишньому клубові Шишкаускаса, Панатінаїкосу. 1 травня 2009 року встановив кар'єрний рекорд, набравши 29 очок проти Барселони. Також виграв два титули російської суперліги у 2008 і 2009 роках.
15 травня 2009 року Шишкаускас продовжив контракт із ЦСКА до 2011 року. Він так прокоментував це рішення: «Я почуваюся правильною людиною на правильному місці в ЦСКА. Я задоволений і командою і організацією. Через це я не бачу сенсу думати про зміни. Я почуваю себе частиною історії великого клубу, який прагне до найвищих цілей. І саме це абсолютно відповідає моєму характерові.»
13 травня 2012 Шишкаускас не влучив обидва кидки зі штрафної лінії, за 10 секунд до закінчення фінальної гри Євроліги проти Олімпіакоса, що призвело до поразки з рахунком 61:62. Також 3 травня 2009 року не влучив триочковим кидком на останніх секундах фінальної гри проти Панатінаїкоса, в якій ЦСКА поступився 71:73.
Через тиждень після закінчення фінальної гри Євроліги, 21 травня 2012 року, Шишкаускас оголосив про завершення кар'єри професійного гравця. 16 травня 2014 року його обрано до списку баскетбольних легенд Євроліги.

## Національна збірна Литви

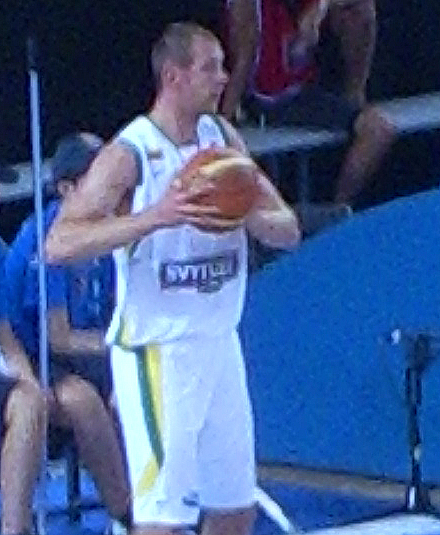
Рамунас Шишкаускас у складі Збірної Литви з баскетболу

Шишкаускас виступав за Збірну Литви з баскетболу, яка виборола бронзові нагороди на Олімпіаді 2000 та бронзову медаль Євробаскета 2007. Також був у складі збірної Литви, яка виграла золоті нагороди на Євробаскеті 2003. 2008 року офіційно оголосив про завершення своїх виступів за національну збірну Литви.

## Характеристики гравця
Шишкаускас був фізичним форвардом (198 см на зріст), який міг зіграти в захисті й нападі, на позиції захисника, на фланзі, а також розігруючого захисника. Блискуча здатність стрибати і швидкість робили його несподівано чудовим блокувальником і одним із найкращих у Європі гравцем один на один та свінгменом. Був найкращим захисником збірної Литви. Очолив чемпіонат 2003-04 за відсотком влучень зі штрафної лінії (90.6 %).

## Нагороди і досягнення

### Професійна кар'єра
- Дворазовий чемпіон Литви: (2000, 2002)
- Найцінніший гравець чемпіонату Литви: (2001)
- Володар кубку Італії: (2005)
- Чемпіон Італії: (2006)
- Найкращий гравець фіналу чемпіонату Італії: (2006)
- Володар кубку Греції: (2007)
- Чотири рази потрапляв до збірної всіх зірок Євроліги:
  - тричі до другої команди: (2007, 2009, 2010)
  - один раз до першої команди: (2008)
- Дворазовий чемпіон Євроліги: (2007, 2008)
- Чемпіон Греції: (2007)
- Володар потрійної корони: (2007)
- Спорт: (2007)
- Найкращий гравець Євроліги: (2008)
- Дворазовий чемпіон Росії: (2008, 2009)
- Найкращий гравець року чемпіонату Росії: (2008)
- Баскетбольна легенда Євроліги: (2014)

### Національна збірна Литви
- Олімпіада 2000:  Бронза
- Євробаскет 2003:  Золото
- Євробаскет 2007:  Бронза

## Статистика за кар'єру
Зауважте: Євроліга не є єдиним змаганням у якому гравець бере участь упродовж сезону, він також грає в домашніх змаганнях.
| † | Позначає сезони, в яких Шишкаускас виграв Євролігу |
|   | Очолив за цим показником лігу                      |

### Євроліга
| Рік        | Команда      | GP  | GS  | MPG  | FG%  | 3P%  | FT%  | RPG | APG | SPG | BPG | PPG  | PIR  |
| ---------- | ------------ | --- | --- | ---- | ---- | ---- | ---- | --- | --- | --- | --- | ---- | ---- |
| 2004—05    | Бенеттон     | 17  | 10  | 25.8 | .487 | .286 | .700 | 2.4 | 1.5 | 1.4 | .1  | 12.5 | 11.8 |
| 2005—06    | Бенеттон     | 15  | 13  | 29.2 | .516 | .419 | .711 | 2.8 | 1.9 | 1.4 | .1  | 12.0 | 13.5 |
| 2006—07†   | Панатінаїкос | 20  | 19  | 26.2 | .489 | .471 | .706 | 2.5 | 1.1 | 1.1 | .3  | 10.9 | 11.6 |
| 2007—08†   | ЦСКА         | 24  | 23  | 27.3 | .510 | .442 | .846 | 3.2 | 1.4 | 1.1 | .4  | 14.0 | 16.0 |
| 2008—09    | ЦСКА         | 18  | 14  | 28.4 | .446 | .348 | .863 | 3.0 | 1.7 | .8  | .3  | 12.1 | 13.9 |
| 2009—10    | ЦСКА         | 21  | 21  | 30.9 | .557 | .550 | .765 | 4.0 | 3.0 | 1.2 | .3  | 13.4 | 17.0 |
| 2010—11    | ЦСКА         | 7   | 6   | 24.9 | .422 | .348 | .500 | 4.0 | .9  | 1.3 | .1  | 7.0  | 8.9  |
| 2011—12    | ЦСКА         | 21  | 21  | 22.9 | .449 | .393 | .690 | 2.2 | 1.0 | 0.6 | .0  | 7.5  | 6.7  |
| За кар'єру |              | 143 | 127 | 27.1 | .493 | .419 | .767 | 3.0 | 1.6 | 1.1 | .2  | 11.6 | 10.9 |